# سيدي عبد الله الصراخ (أولاد دليم)
سيدي عبد الله الصراخ هو دُوَّار يقع بجماعة آيت حمو، إقليم الرحامنة، جهة مراكش آسفي في المملكة المغربية. ينتمي الدوّار لمشيخة أولاد دليم التي تضم 5 دواوير. يقدر عدد سكانه بـ 209 نسمة حسب الإحصاء الرسمي للسكان والسكنى لسنة 2004.

## روابط خارجية
- البوابة الوطنية للجماعات الترابية نسخة محفوظة 12 مارس 2018 على موقع واي باك مشين.
- المندوبية السامية للتخطيط